# Krumme Querstraße

Die Lage der Krummen Querstraße, rot markiert

Die Krumme Querstraße

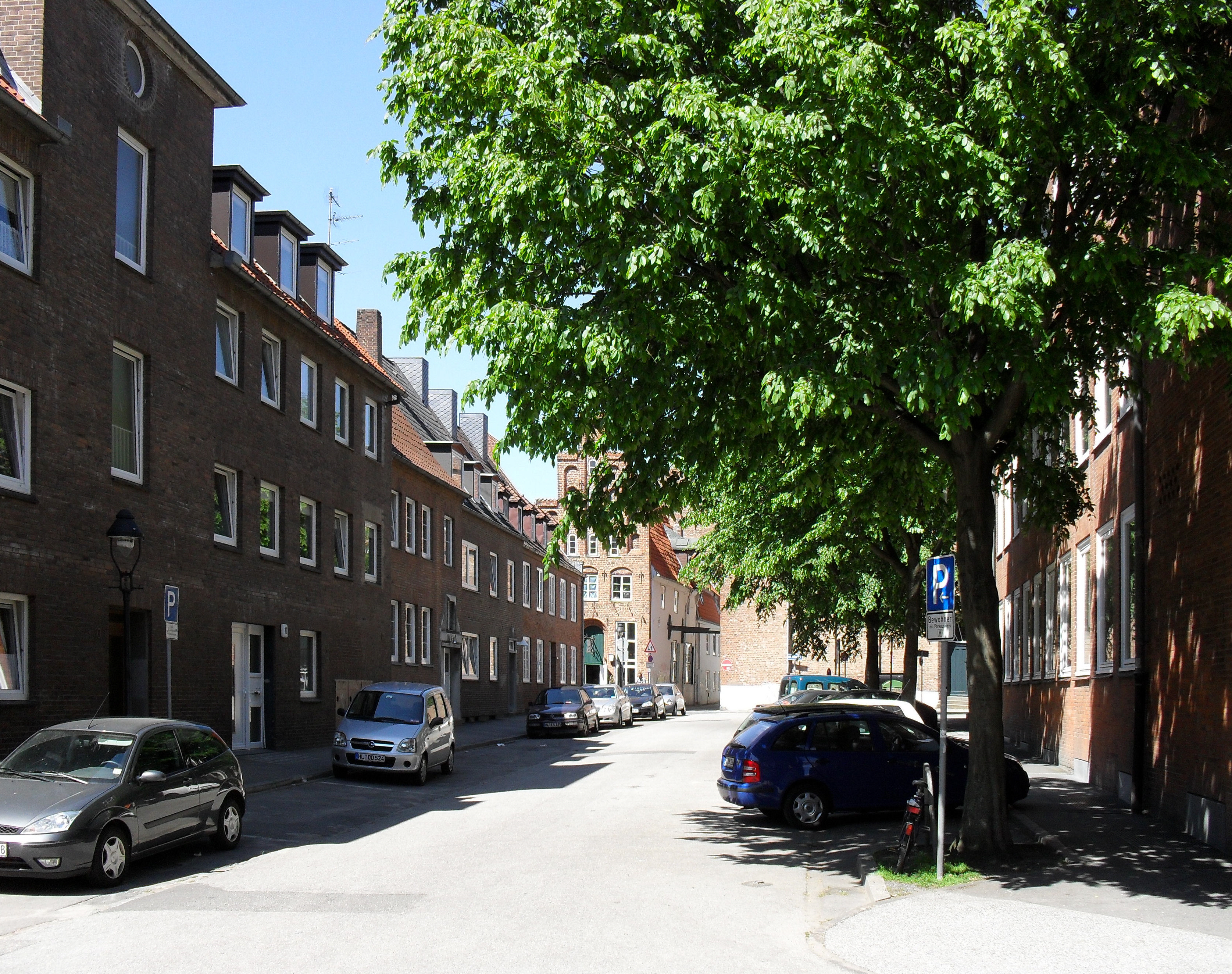
Die einstige Krumme Querstraße, heute südlicher Teil der Geraden Querstraße, im Jahre 2010 vor Beginn der Neugestaltung des Gründerviertels, für die die gesamte Bebauung auf der rechten Straßenseite abgetragen wurde

Die Krumme Querstraße war eine Straße in der Lübecker Altstadt.

## Lage
Die etwa 60 Meter lange Krumme Querstraße befand sich im Marien Quartier am westlichen Rand der Altstadtinsel und verlief in Nord-Süd-Richtung. Sie begann an der Alfstraße, schräg gegenüber der Einmündung der Geraden Querstraße, und endete an der Fischstraße, gegenüber der Einhäuschen Querstraße.

## Geschichte
Die Krumme Querstraße wurde erstmals 1558 als Krumme Dwasstraße urkundlich erwähnt. Der Name leitete sich von der Gestalt der engen Straße ab, die etwa auf halber Strecke einen starken Schlenker beschrieb und dementsprechend krumm verlief. Im Sprachgebrauch war aus dem gleichen Grunde noch Ende des 19. Jahrhunderts für die Straße auch die Bezeichnung Krummer Ellenbogen üblich.
1852 wurde der althergebrachte Name Krumme Dwasstraße auch amtlich festgelegt, 1884 jedoch in Krumme Querstraße geändert.
Die auf ganzer Länge von historischen Gebäuden gesäumte und von mehreren Schwibbögen überspannte Straße wurde beim Luftangriff am 29. März 1942 vollkommen zerstört, die Ruinen später abgetragen, so dass sich nach Kriegsende an der Stelle der offiziell noch existierenden Krummen Querstraße tatsächlich nur eine Brachfläche befand. Im Zuge des Wiederaufbaus in den 1950er Jahren entstand eine neue Straße, die jedoch im Verlauf nicht deckungsgleich mit der alten war; sie war nicht nur breiter und absolut gerade, sondern wurde zudem als direkte Verlängerung der Geraden Querstraße angelegt, der sie 1956 auch zugeschlagen wurde. Die Krumme Querstraße wurde aufgehoben und aus dem Straßenverzeichnis gelöscht.